# Medusa (Six Flags Discovery Kingdom)
Medusa in Six Flags Discovery Kingdom (Vallejo, Kalifornien, USA) ist eine Stahlachterbahn vom Modell Floorless Coaster des Herstellers Bolliger & Mabillard, die am 18. März 2000 als erste Floorless-Achterbahn an der US-amerikanischen Westküste eröffnet wurde. Die Kosten betrugen dafür 15 Mio. US-Dollar.
Die 1200 m lange Strecke erreicht eine Höhe von 45,7 m und besitzt eine gleich hohe Abfahrt, auf der die Züge eine Geschwindigkeit von 104,6 km/h erreichen. Mit einem 39 m hohen Looping, einem Dive-Loop, einer Zero-g-Roll, der weltweit ersten Sea-Serpent-Roll sowie zwei Korkenziehern enthält sie darüber hinaus sieben Inversionen.

## Züge
Medusa besitzt drei Züge mit jeweils acht Wagen. In jedem Wagen können vier Personen (eine Reihe à vier Personen) Platz nehmen. Als Rückhaltesystem kommen Schulterbügel zum Einsatz.